# Factory Records
Factory Records — британський лейбл звукозапису, заснований 1978 року.
Незалежний лейбл звукозапису Factory Records було створено 1978 року в Манчестері. Його засновниками стали журналіст та телеведучий Тоні Вілсон та актор Алан Еразмус. Серед перших артистів, що записувалися на Factory Records — Joy Division, New Order, A Certain Ratio, The Durutti Column, Happy Mondays, Northside та Orchestral Manoeuvres in the Dark. Окрім лейбла, Вілсон та Еразмус деякий час володіли музичним клубом Factory, а пізніше — іншим нічним клубом Hacienda.
Одним з найбільших хітів Factory Records став сингл New Order «Blue Monday» що вийшов 1983 року. Попри великі показники продажів, компанія не лише не заробила на цьому, але й втратила багато грошей, бо виробництво оригінальних штампованих обкладинок для альбому у формі гнучкого диска коштувало на п'ять пенсів більше, ніж роздрібна ціна платівки.
На початку 1990-х років лейбл Factory Records опинився в скрутному становищі. Організація не мала формальних контрактів з музичними виконавцями, тому багато з них — включаючи найбільших зірок, гурти New Order та Happy Mondays — залишили лейбл та продали права на власні композиції. 1993 року компанія Factory Records припинила існування.
2002 року вийшов художній фільм «Цілодобові тусовщики», присвячений музичній сцені Манчестера і, зокрема, лейблу Factory Records. Головним героєм стрічки став Тоні Вілсон, якого зіграв Стів Куган. 2007 року Тоні Вілсон помер у віці 57 років. 2010 року в будинку на Чарльз-стріт, де знаходилася штаб-квартира Factory Records, було відкрито нічний клуб FAC521.